# Nerudia atacama
Nerudia atacama är en spindelart som beskrevs av Huber 2000. Nerudia atacama ingår i släktet Nerudia och familjen dallerspindlar. Inga underarter finns listade i Catalogue of Life.